# Elecciones generales de las Islas Malvinas de 1989
Las elecciones generales de las Islas Malvinas de 1989 se celebraron el jueves 12 de octubre de 1989 para elegir a los ocho miembros del Consejo Legislativo por sufragio universal, cuatro de la circunscripción de Stanley y cuatro de la de Camp mediante escrutinio mayoritario plurinominal (voto en bloque).
Tres candidatos se presentaron bajo el alero del Desire the Right Party, uno de los únicos partidos políticos en la historia de las islas, las cuales normalmente actúan como una democracia con candidatos independientes. Sin embargo, ninguno de sus candidatos resultó elegido.

## Resultados
Los candidatos en negritas fueron elegidos. Los candidatos en cursivas eran quienes se encontraban previamente en el Consejo.

### Circunscripción de Camp
| Lista                   | Lista                   | Candidato               | Votos | %    |
| ----------------------- | ----------------------- | ----------------------- | ----- | ---- |
|                         | Independiente           | Bill Luxton             | 239   | 24,4 |
|                         | Independiente           | Norma Edwards           | 197   | 20,1 |
|                         | Independiente           | Ron Binnie              | 169   | 17,2 |
|                         | Independiente           | Kevin Kilmartin         | 151   | 15,4 |
|                         | Independiente           | Eric Goss               | 143   | 14,6 |
|                         | Desire the Right        | Ann Robertson           | 64    | 6,5  |
|                         | Independiente           | Fred Clark              | 17    | 1,7  |
| Total de votos emitidos | Total de votos emitidos | Total de votos emitidos | 980   |      |
| Fuente: Penguin News.   |                         |                         |       |      |

### Circunscripción de Stanley
| Lista                   | Lista                   | Candidato               | Votos | %    |
| ----------------------- | ----------------------- | ----------------------- | ----- | ---- |
|                         | Independiente           | Harold Rowlands         | 386   | 18,1 |
|                         | Independiente           | Terry Peck              | 381   | 17,9 |
|                         | Independiente           | Gavin Short             | 280   | 13,1 |
|                         | Independiente           | Gerrard "Fred" Robson   | 262   | 12,3 |
|                         | Independiente           | John Cheek              | 202   | 9,5  |
|                         | Independiente           | Wendy Teggart           | 161   | 7,6  |
|                         | Independiente           | John Halford            | 145   | 6,8  |
|                         | Independiente           | Christel Mercer         | 103   | 4,8  |
|                         | Desire the Right        | Mike Rendell            | 95    | 4,5  |
|                         | Desire the Right        | Tim Miller              | 58    | 2,7  |
|                         | Independiente           | Dave Eynon              | 57    | 2,7  |
| Total de votos emitidos | Total de votos emitidos | Total de votos emitidos | 2130  |      |
| Fuente: Penguin News.   |                         |                         |       |      |